# 霓彩燕灰蝶
霓彩燕灰蝶（學名：Rapala nissa），又名平山小灰蝶、霧社小灰蝶、閃藍長尾灰蝶、藍紫痣灰蝶、霓紗燕灰蝶、霓燕灰蝶。

## 描述
雌雄二型性不明顯。雄蝶頭部褐色，額白色，複眼具白色輪緣及毛；觸角褐色，有白環；口器黑褐色，下唇鬚尖細、末端白色。胸部背面褐色、腹面灰色；腹部背面褐色、腹面乳黃色；足黑褐帶白條紋，前足跗節癒合彎曲。
前翅長14-20 mm，呈三角形，後緣於第二性徵處外凸；後翅卵形，臀區具葉狀突，CuA2脈具絲狀尾突。翅背面黑褐帶紫藍色光澤；腹面淺黃褐，中央有褐色線紋，內側橙色、外側白色；中室末端具褐色邊短條；亞外緣為淡褐色帶，外側較寬；後翅CuA1室有橙色弦月紋黑斑，CuA2室具藍鱗黑斑；臀區葉狀突黑色，具橙斑與藍鱗；前翅後緣外凸處有褐色毛束，Sc+R1脈基部有灰圓形性標；緣毛多褐色，後翅臀區內側為白色。
雌蝶外形與雄蝶相似，但複眼毛較少，前足跗節未癒合，翅背面底色偏紫，無第二性徵特徵。

## 分佈
分布於喜馬拉雅地區、中南半島、華南、華西及臺灣，臺灣見於低至中海拔地區。

## 棲地
主要棲息於常綠闊葉林，一年多代，飛行敏捷，會訪花。幼蟲以多種闊葉樹的花苞、花或嫩葉為食。
寄主植物包括大麻科山黃麻、千屈菜科九芎、殼斗科銳葉高山櫟、豆科波葉山螞蝗及五加科裡白楤木等。